# Wenling
Wenling is een stad en een arrondissement in de prefectuur Taizhou in de Chinese provincie Zhejiang. Bij de volkstelling van 2020 had de stad zelf 920.913 inwoners, het arrondissement had 1.416.199 inwoners. Wenling is een voorstad van Taizhou.
De autochtone taal van de bewoners van Wenling is Taizhouhua. De stadsnaam in hun taal is [ ʔuəŋ ʔliŋ zɿ ] (IPA). In 2010 was 1.192.900 van de 1.366.800 inwoners autochtoon (hukousysteem).